# Ambitions (émission de télévision)
Pour les articles homonymes, voir Ambitions (homonymie).
Ambitions est une émission télévisée d'économie trimestrielle française présentée par Bernard Tapie et diffusée le vendredi soir à 20 h 35, du 28 février 1986 au 28 février 1987 sur TF1.

## Histoire
En 1986, Marie-France Brière a l'idée du programme après avoir vu la prestation de Bernard Tapie dans l'émission Les 7 chocs de l'an 2000 le 25 septembre 1985 sur Antenne 2. Elle lui confie alors la présentation d'Ambitions en se basant sur son image d'homme d'affaires incarnant la réussite. En février 1987, Michèle Cotta, alors présidente de la Haute Autorité, demande l'arrêt de l'émission après seulement cinq numéros, considérant qu'« il y a une confusion des genres », et que l'émission « sert surtout les ambitions de Tapie ».

## Formule
Le concept d’Ambitions est d'aider des Français souhaitant créer leur société. À chaque émission, le projet d'un entrepreneur de moins de 25 ans désireux de monter son projet est sélectionné ; conseillé par Bernard Tapie, il est ensuite soumis à un jury (composé d'économistes, de publicitaires, de journalistes, etc.), qui donnent leur avis définitif à la fin du programme, avec, si celui-ci est positif, la possibilité qu'il se concrétise.
Les téléspectateurs peuvent poser des questions au téléphone pendant l'émission.

## Liste des émissions
- 28 février 1986 en direct de la Salle Marcel Cerdan au Palais Omnisports de Paris Bercy[5]
- 11 avril 1986 en direct du Palais des Sports de Toulouse[6]
- 15 octobre 1986 en direct du Palais 7 du Parc des Expositions de Bruxelles[7]
- 3 décembre 1986 en direct du Palais des Sports de Grenoble[8]
- 28 février 1987 en direct de la Base navale de Toulon[9]